# 9235 Shimanamikaido
9235 Shimanamikaido (1997 CT21) là một tiểu hành tinh vành đai chính được phát hiện ngày 9 tháng 2 năm 1997 bởi A. Nakamura ở Kuma.